# テスタメント (映画)
『テスタメント』（原題：Testament）は、1983年制作のアメリカ合衆国の映画。
核戦争後の世界をある平凡な一家を中心にして描いたドラマ映画。無名時代のケビン・コスナー、レベッカ・デモーネイが出演。

## あらすじ
ある日、アメリカ全土が核攻撃を受けた。サンフランシスコ近郊の小さな町に住む平凡なウェザリー一家の母キャロルは、ブラッド、メアリー・リズ、スコッティら子供たち3人と共に不安な一夜を過ごすが、夫のトムはサンフランシスコの勤務先からついに戻って来なかった。
翌日から町はパニック状態となった。キャロル母子は日系人のガソリンスタンド店主マイクや、親しい隣人たちの協力を得て何とか持ちこたえるが、放射能によって人々は次々と死んでいき、リズ、スコッティ、マイクも相次いで死んだ。
ブラッドとマイクの息子ヒロシと3人だけになったキャロルは、ロウソクをともして夕食をとりながら、世界がどうなろうと、この子たちが生きている限り自分も生きのびることを誓うのだった。

## キャスト
| 役名                       | 俳優                     | 日本語吹替 |
| -------------------------- | ------------------------ | ---------- |
| キャロル・ウェザリー       | ジェーン・アレクサンダー | 武藤礼子   |
| トム・ウェザリー           | ウィリアム・ディヴェイン | 堀勝之祐   |
| ブラッド・ウェザリー       | ロス・ハリス             | 菊池英博   |
| メアリー・リズ・ウェザリー | ロクサーナ・ザル         | 渕崎ゆり子 |
| スコッティ・ウェザリー     | ルーカス・ハース         | 浪川大輔   |
| ヘンリー・アブハート       | レオン・エイムズ         | 宮川洋一   |
| マイク                     | マコ                     | 千田光男   |
| ヒロシ                     | ゲリー・ムリーリョ       | 田中真弓   |
| キャシー・ピトキン         | レベッカ・デモーネイ     | 勝生真沙子 |
| フィル・ピトキン           | ケビン・コスナー         | 鈴置洋孝   |
| ホリス                     | フィリップ・アングリム   | 野島昭生   |
| ファニア                   | リリア・スカラ           | 麻生美代子 |
| ラリー                     | ミコ・オルモス           | 鈴木一輝   |
| 市長                       | レスリー・ウッズ         | 沼波輝枝   |

- 吹替版初回放送：1986年6月15日　テレビ朝日「日曜洋画劇場」（1987年2月21日にも「ウィークエンドシアター」で同じ吹替版が放送された。）

その他声の出演：仁内達之、村松康雄、石森達幸、西村知道、有本欽隆、秋元羊介、塚田正昭、滝沢ロコ、藤枝成子、中村竜彦、村田彩、中村友和、長井正章

## 関連作品
- ザ・デイ・アフター
- 風が吹くとき